# Dyspteris trichophora
Dyspteris trichophora là một loài bướm đêm trong họ Geometridae.